# 8398 Rubbia
8398 Rubbia este o planetă minoră (asteroid) din centura de asteroizi. A fost descoperită pe 12 decembrie 1993 la Circolo Culturale Astronomico di Farra d'Isonzo⁠(d) de Circolo Culturale Astronomico di Farra d'Isonzo⁠(d) și a fost numită după Carlo Rubbia. 
Obiectul prezintă o orbită caracterizată de o semiaxă mare de 2,324475 UAi, o excentricitate de 0,17, o înclinație de 4,95972 ° în raport cu ecliptica.